# Pesa 308B
Pesa 308B (seria EN81) – elektryczny wagon silnikowy produkowany przez zakłady Pesa w Bydgoszczy w 2005 i 2007. Powstało łącznie 8 sztuk, które są eksploatowane przez Polregio w województwach świętokrzyskim, a wcześniej również w małopolskim. EN81 w założeniu ma służyć na zelektryfikowanych trasach regionalnych do obsługi kursów o niewielkiej liczbie pasażerów, gdy nieopłacalne jest eksploatowanie kilkuwagonowych elektrycznych zespołów trakcyjnych.

## Geneza
Zmniejszający się w latach 90. ruch lokalny spowodował konieczność zmniejszania składów pociągów. Brakowało jednak niewielkich pojazdów elektrycznych, które mogłyby zastąpić duże i prądożerne EN57. W okolicy Krakowa problem ten został tymczasowo rozwiązany przez eksploatację spalinowych szynobusów na zelektryfikowanych liniach lokalnych. Nie było to jednak dobre rozwiązanie, gdyż zwiększało koszty obsługi linii, koszt wykonania pracy przewozowej taborem elektrycznym jest 3-5 razy niższy niż analogicznym pojazdem spalinowym. Dodatkowo PLK naliczało stawki za użytkowanie torów oraz trakcji elektrycznej, mimo że pojazdy z silnikiem Diesla z niej nie korzystały. Mniejsze znaczenie miało również bezpieczeństwo energetyczne kraju, olej napędowy jest niemalże w całości sprowadzany natomiast energia elektryczna jest produkowana na miejscu. Największe zapotrzebowanie na tego typu pojazdy było w województwie małopolskim, w którym planowano zelektryfikować linię łączącą centrum miasta z portem lotniczym oraz w województwie świętokrzyskim.
Pesa po głębokiej restrukturyzacji w 1998 początkowo (od 2001) zajęła się produkcją wagonów spalinowych z rodziny 214M dla samorządów wojewódzkich, a w 2004 roku podjęła się zbudowania pierwszego elektrycznego zespołu trakcyjnego dla Warszawskiej Kolei Dojazdowej – EN95. Bazując na doświadczeniach i rozwiązaniach z tych produkcji, Pesa w 2005 podjęła się próby zbudowania pierwszego polskiego elektrycznego wagonu silnikowego (eksploatowany od 1927 do 1972 przez WKD EN80 został wyprodukowany przez angielską firmę English Electric).

## Konstrukcja
EN81 to jednoczłonowy, jednoprzestrzenny skład przeznaczony do obsługi regionalnych przewozów pasażerskich na mniej obciążonych zelektryfikowanych liniach zasilanych napięciem 3 kV DC. Przy projektowaniu wykorzystano część koncepcji sprawdzonych podczas produkcji elektrycznego zespołu trakcyjnego EN95 (m.in. czoło oraz obniżenie pudła między wózkami) oraz wagonów spalinowych z rodziny 214M (m.in. wózki i fotele).
Pojazdy posiadają z obu stron po dwie pary dwuskrzydłowych, odskokowo-przesuwnych drzwi (prześwit 1300 mm). Pod każdymi drzwiami znajduje się jeden wysuwany stopień ułatwiający wsiadanie peronów z niższych niż 800 mm nad PGS, na którym to poziomie znajduje się strefa średniej podłogi, na której są wszystkie drzwi. Drzwi są umiejscowione w pobliżu schodów do wyższych poziomów podłogi
Wagon, podobnie jak wagony spalinowe z rodziny 214M, opiera się na dwóch dwuosiowych wózkach: napędowym (22MNa) i tocznym (22MNb). Wózki wyposażone są w hamulce tarczowe, które nie są jednak wykorzystywane przy zasadniczym hamowaniu. Nad wszystkimi wózkami znajdują się strefy podwyższonej podłogi (1290 mm nad PGS), na które prowadzą dwa schodki, a pomiędzy przedsionkami wejściowymi jest strefa niskiej podłogi (600 mm nad PGS), na którą z jednej strony prowadzi schodek, a z drugiej pochylnia.
Zastosowane sprzęgi śrubowe umożliwiają łączenie maksymalnie 3 pojazdów w trakcję wielokrotną lub ciągnięcie wagonu osobowego.
W pojeździe zamontowano 60 stałych miejsc siedzących, takich samych jak w pojazdach z rodziny 214M. W części niskopodłogowej, w środkowej części pojazdu, znajduje się toaleta w systemie zamkniętym oraz dwa miejsca na wózki inwalidzkie obok pochylni do części średniopodłogowej. Pojazd wyposażony jest w system informacji wizualnej, monitoring oraz klimatyzację.
Na obu końcach wagonu znajdują się identyczne kabiny maszynisty oddzielone od przedziału pasażerskiego szklanymi drzwiami. W kabinie maszynisty znajduje się jeden fotel. W środku są też konsole do sterowania wyświetlaczami oraz mikrofon.
EN81 jest napędzany przez dwa silniki asynchroniczne (typ DKLBZ0910-4A, prod. VEM Sachsenwerk), poprzez przekładnie trakcyjne typu SZH 495 (prod. Voith). Każdy silnik zasilany jest przez jeden falownik tranzystorowy (typ FT-300-3000, prod. Medcom). Zastosowany układ napędowy pozwala na przyspieszanie 0,65 m/s² (do 25 km/h) i rozwinięcie prędkości 130 km/h.  Prąd do obwodu wysokiego napięcia doprowadzany jest przez jeden połówkowy odbierak prądu (typ DSA200-PKP, prod. Stemmann). Pantograf został umiejscowiony nad wózkiem tocznym. Szafa wysokiego napięcia została zamontowana w pobliżu kabiny A (z drugiej strony pojazdu)

### Modyfikacje
W świętokrzyskich pojazdach w czasie eksploatacji wymieniono sprężarki, siedzenia i klimatyzację (na bardziej wydajną).

## Eksploatacja
| Właściciel     | Przewoźnik                 | Numery  | Lata eksploatacji | Liczba |        |
| -------------- | -------------------------- | ------- | ----------------- | ------ | ------ |
| Małopolskie    | PR (Oddział Małopolski)    | 001÷002 | 2005–2014         | 2      | [ 3 ]  |
| mLeasing       | PR (Oddział Małopolski)    | 005÷008 | 2006-2016         | 4      | [ 11 ] |
| Świętokrzyskie | PR (Oddział Świętokrzyski) | 003÷004 | od 2005           | 2      | [ 12 ] |

### Małopolskie

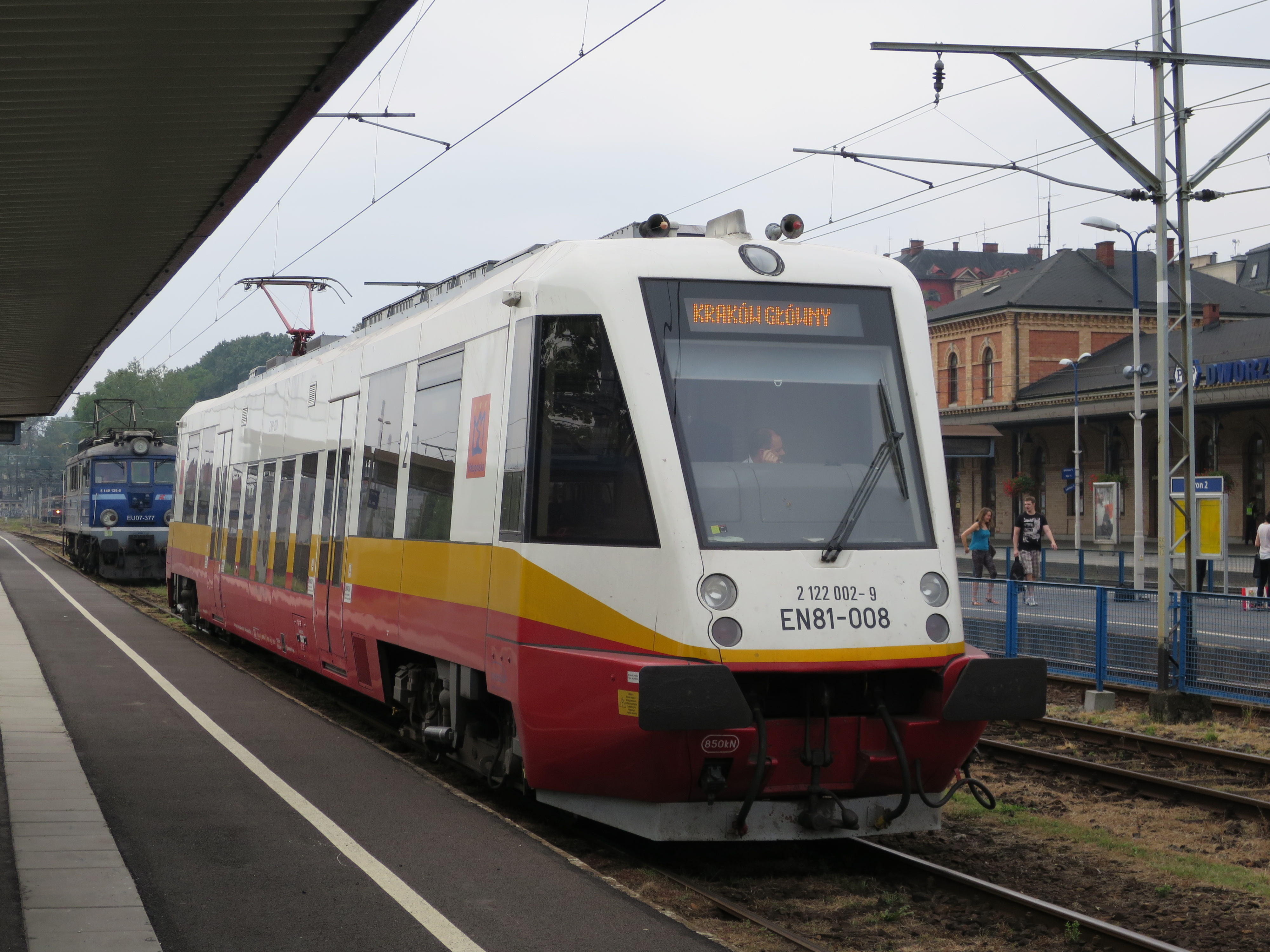
Małopolski EN81

30 grudnia 2004 województwo małopolskie podpisało z Pesą umowę na dostawę 2 jednostek EN81 dla Małopolskiego Zakładu Przewozów Regionalnych. Jednostki te zostały uroczyście zaprezentowane na stacji Kraków Główny w dniu 30 września 2005. Składy zostały skierowane do obsługi połączeń Krzeszowice – Kraków – Wieliczka Rynek oraz Krzeszowice – Kraków – Skawina. Pojazdy były jednak zakupione z myślą o przyszłej elektryfikacji linii do portu lotniczego i obsłudze nimi Balice Ekspresu.
Jeszcze przed zakupem pierwszych egzemplarzy EN81 Małopolski Zakład Przewozów Regionalnych korzystał z niewielkich spalinowych zespołów trakcyjnych: SA101, SA104 oraz 2 sztuki SA109, jednakże były one dosyć awaryjne. EN81 okazały się również wysoce awaryjne. Układem sprawiającym najwięcej problemu była instalacja elektryczna, a szczególnie falowniki.
W październiku 2005 EN81-001 został wypożyczony przez producenta na targi Trako w Gdańsku. 
6 lipca 2006 województwo małopolskie podpisało z konsorcjum firm Pesa i BRE Leasing (obecnie mLeasing) umowę na 10-letni leasing kolejnych 4 egzemplarzy EN81 wraz z 2 egzemplarzami spalinowych SA133. Umowa ta przewidywała możliwość wykupu pojazdów po zakończeniu leasingu. Pierwszy EN81 i pierwszy SA133 dostarczono 21 lutego 2007. Pojazdy zostały wynajęte również w celu obsługi krakowskiego węzła kolejowego, dzięki nim awaryjne SA109 można było przenieść na linię Sucha Beskidzka – Żywiec. W 2016 roku, po zakończeniu leasingu, zarząd województwa podjął decyzję o niewykupywaniu leasingowanych EN81. Pozostałe 2 EN81 będące własnością województwa były wówczas odstawione w Suchej Beskidzkiej ze względu na brak naprawy P4 i województwo chciało je sprzedać. Te 2 jednostki nie były eksploatowane od 2014 roku i w październiku 2020 zostały wystawione na sprzedaż, w wyniku czego w styczniu 2021 właścicielem obu jednostek został Serwis Pojazdów Szynowych Piotra Mieczkowskiego.

### Świętokrzyskie

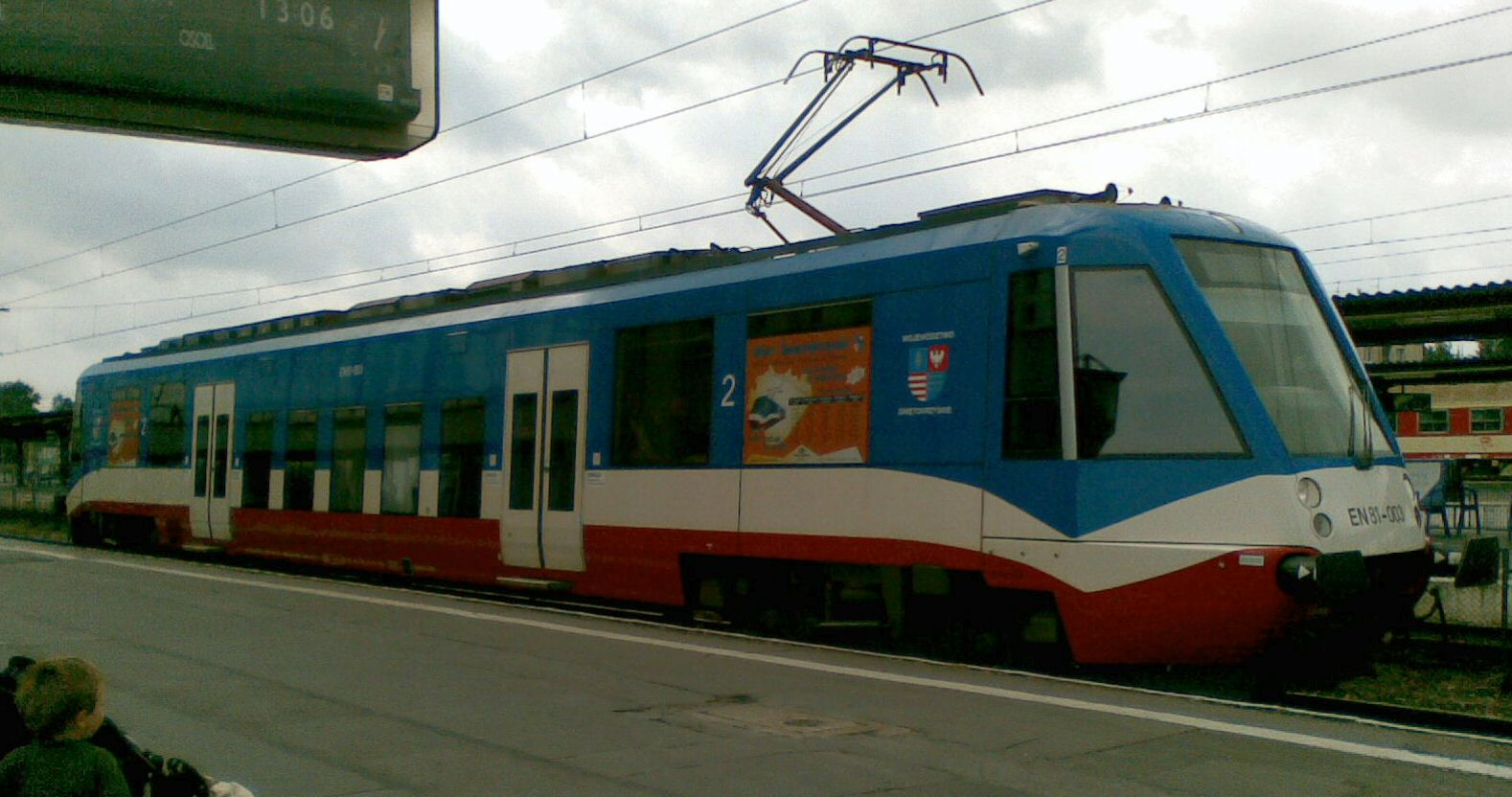
Świętokrzyski EN81 w pierwotnym malowaniu

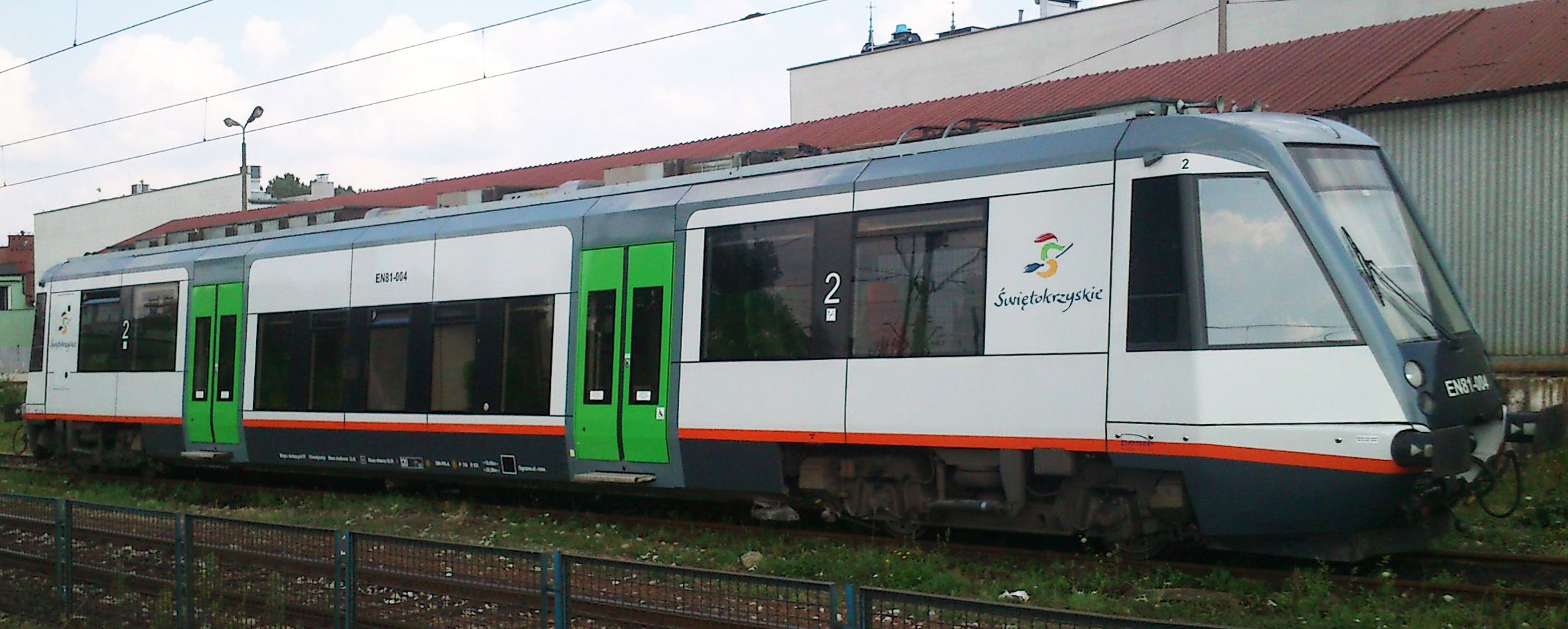
Świętokrzyski EN81 w nowym malowaniu

25 października 2005 2 egzemplarze pojazdów przekazano do Świętokrzyskiego Zakładu Przewozów Regionalnych, a 2 listopada ich uroczysta prezentacja miała miejsce na dworcu w Kielcach.
Składy zostały skierowane do obsługi tras Skarżysko-Kamienna – Ostrowiec Świętokrzyski oraz Skarżysko-Kamienna – Kielce – Sędziszów.
EN81 to pierwsze składy zakupione przez województwo świętokrzyskie. W późniejszym czasie województwo zakupiło kolejne niskopojemnościowe składy elektryczne – 4 sztuki 2-członowych elfów.
W początkowym okresie eksploatacji składy miały wiele drobnych usterek: podczas gwałtownych skoków napięcia pojazdy zatrzymywały się, zawodziły pantografy oraz automatycznie wysuwane stopnie. 8 sierpnia 2006 w jednym ze składów zapaliła się instalacja elektryczna.

### Śląskie
Pod koniec sierpnia 2017 Pesa przekazała Kolejom Śląskim 2 jednostki EN81, ze względu na opóźnienia w dostawach pojazdów Elf II.

## Nagrody i wyróżnienia
- 2005 – nagroda główna Zarządu Krajowego Stowarzyszenia Inżynierów i Techników Komunikacji na targach Trako w Gdańsku Oliwie[14]
- 2005 – medal prezesa Stowarzyszenia Elektryków Polskich na targach Trako w Gdańsku Oliwie[14]

## Problem nazewnictwa
EN81 przez producenta jest niepoprawnie nazywany elektrycznym zespołem trakcyjnym, którym nie jest, gdyż posiada tylko jeden człon. W prasie branżowej nazywany jest również elektrycznym autobusem szynowym czy szynobusem elektrycznym, jednakże są to określenia kolokwialne. Według oznaczeń PKP jest to samodzielny wagon motorowy na dowolny rodzaj zasilania, czyli w tym wypadku elektryczny samodzielny wagon motorowy.